# Отонна дородная
Отонна дородная или толстая (лат. Othonna opima) — вид суккулентных растений из рода отонна, произрастающий в Южной Африке в Северо-Капской провинции, в регионе Намакваленд, а также в Намибии. Благодаря нетребовательности к уходу является популярным комнатным растением. Может расти как в зимнем режиме роста, так и в естественной среде с возможностью акклиматизации к летнему режиму роста. Размножают семенами или стеблевыми черенками.

## Описание
Куст высотой 30-90 см и до 90 см в диаметре, листья голые и покрытые налётом, с ветвями 8-10 мм в диаметре. Листья цилиндрические и сочные с остроконечным концом, 6-10 см в длину и 0,8-1 см в толщину, прямостоячие, сгруппированы на концах ветвей. Очень разветвлённое верхушечное соцветие. Цветочная головка 1-1,5 см в диаметре с 8-10 прицветниками 5-7 мм длиной и 12-14 жёлтыми язычковыми женскими цветками на периферии с язычком 6-7 мм длиной и 2 мм шириной. В центре соцветия около 60 жёлтых трубчатых цветков. Мужские в центре, обоеполые на периферии. Такое расположение цветков — уникальная характеристика рода отонна и данного вида в частности. Плод — голая семянка с хохолком 2,5-4 мм длинной. Количество хромосом: 2n = 20.